# Equazione di Dyson
L'equazione di Dyson, dal fisico inglese Freeman John Dyson, è un'equazione che lega il propagatore libero {\displaystyle G_{0}} o funzione di Green di ordine 0, al propagatore completo {\displaystyle G}, attraverso la self-energia {\displaystyle \Sigma }
{\displaystyle G=G_{0}^{}+G_{0}\Sigma G}.
Questa equazione può essere formalmente risolta come:
{\displaystyle G={\frac {1}{G_{0}^{-1}-\Sigma }}} ,
dove con {\displaystyle G_{0}^{-1}} si è indicato l'inverso del propagatore libero; quindi la self-energia agisce come una correzione alla propagazione libera.
La self-energia può essere scritta esattamente come prodotto di convoluzione fra la funzione di Green {\displaystyle G}, l'interazione schermata dinamicamente {\displaystyle W} ed infine la funzione di vertice {\displaystyle \Gamma },
{\displaystyle \Sigma =GW\Gamma }
Approssimando la funzione di vertice con il vertice nudo, {\displaystyle \Gamma =1}, si ottiene per la self-energia la cosiddetta approssimazione GW.

## La self-energia dell'elettrone in QED

Diagramma di Feynman che rappresenta l'auto-energia

Nella elettrodinamica quantistica gli elettroni interagiscono con l'energia del vuoto (ovvero con le fluttuazioni quantistiche del vuoto) e parte della loro energia (e quindi della loro massa) è dovuta a queste continue interazioni. Il termine più semplice che contribuisce alla self-energia dell'elettrone è dato dall'emissione di un fotone (virtuale) che viene immediatamente riassorbito (come nel diagramma di Feynman in figura). Questo tipo di eventi (che sono eventi al secondo ordine nello sviluppo perturbativo della matrice S) producono una rinormalizzazione della massa dell'elettrone libero.